# Cryptocreagris destica
Espèce
Cryptocreagris destica est une espèce de pseudoscorpions de la famille des Neobisiidae.

## Distribution
Cette espèce est endémique du Colorado aux États-Unis. Elle se rencontre dans le comté de Garfield dans la grotte Squeak Cave.

## Description
Le mâle holotype mesure 4,42 mm, les mâles mesurent de 4,42 à 4,51 mm et les femelles de 3,92 à 5,99 mm.

## Publication originale
- Harvey & Muchmore, 2010 : Two new cavernicolous species of the pseudoscorpion genus Cryptocreagris from Colorado (Pseudoscorpiones: Neobisiidae). Subterranean Biology, vol. 7, no 62, p. 55-64.